# Parafia św. Teresy od Dzieciątka Jezus w Kedron
Parafia św. Teresy od Dzieciątka Jezus w Kedron – parafia rzymskokatolicka, należąca do archidiecezji Brisbane.
Przy parafii funkcjonuje katolicka szkoła podstawowa św. Antoniego.